# Pullimosina yukonensis
Pullimosina yukonensis är en tvåvingeart som beskrevs av Marshall 1986. Pullimosina yukonensis ingår i släktet Pullimosina och familjen hoppflugor.
Artens utbredningsområde är Yukon. Inga underarter finns listade i Catalogue of Life.